# 布里斯拉赫

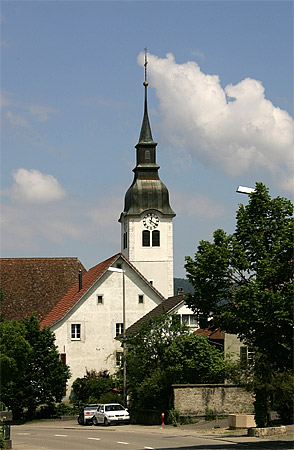

布里斯拉赫是瑞士的城鎮，位於該國北部，由巴塞爾鄉村州負責管轄，面積9.39平方公里，海拔高度373米，2012年人口1,617，七成人口信奉羅馬天主教，人口密度每平方公里172人。

## 外部連結
- Official website （页面存档备份，存于） （德文）